# Relikviarij
Relikviárij (srednjeveško latinsko reliquarium iz reliquiae = ostanki) v krščanstvu skrinja za shranjevanje in razkazovanje (češčenje) ostankov sv. križa, posmrtnih ostankov mučencev, svetnikov, njihove obleke idr. relikvij. Obstoj relikviarijev je v krščanstvu izpričan že od 4. stoletja naprej. Relikvarij je navadno izdelan v obliki sarkofaga, dela telesa, ki ga hrani (npr. oprsja, roke, prsta), ali v obliki navadne škatle iz kovine, usnja ali čvrstega platna. Relikviarij je lahko zelo majhen - npr. škatlica, ki vsebuje noht svetnika. Obstajajo tudi veliki relikviariji, ki vsebujejo celotno truplo svetnika ali svetnice. Relikviariji so pogosto umetniško oblikovani, pozlačeni in bogato okrašeni ter imajo veliko umetniško vrednost.